# جولیان التینگ
جولیان التینگ (انگلیسی: Julian Eltinge؛ ‏ ۱۴ مهٔ ۱۸۸۱ – ۷ مارس ۱۹۴۱) بازیگر اهل ایالات متحده آمریکا بود.
از فیلم‌هایی که وی در آن‌ها نقش داشته است، می‌توان به مادام بی‌هیو اشاره نمود.